# Liste der Bodendenkmale in Rastede
In der Liste der Bodendenkmale in Rastede sind die Bodendenkmale der niedersächsischen Gemeinde Rastede aufgeführt. Die Quelle ist der Denkmalatlas Niedersachsen. 

Rastede im Landkreis Ammerland

Der Stand der Liste ist der 26. Januar 2025.

## Allgemein
In den Spalten finden sich folgende Informationen des Bodendenkmales:
| Lage         | geographische Koordinaten                                                           |
| Bezeichnung  | Bezeichnung lt. Denkmalatlas                                                        |
| Beschreibung | Beschreibung lt. Denkmalatlas                                                       |
| ID           | Objekt-ID                                                                           |
| Bild         | Bild, ggf. zusätzlich mit Link zu weiteren Fotos im Medienarchiv Wikimedia Commons. |

## Rastede
| Lage                        | Bezeichnung                | Beschreibung | ID       | Bild           |
| --------------------------- | -------------------------- | --- | -------- | -------------- |
| 53° 17′ 58″ N, 8° 9′ 53″ O  | Rastede 11, Motte Gut Hahn | Die Motte diente zum Schutz eines Hofes, der wahrscheinlich im 14. h. der Johanniterkommende Bredehorn übertragen wurde. Ob sie schon vorher bestanden hatte, oder ob sie sich in die Reihe der Befestigungen einfügt, die im Oldenburger Land und Ostfriesland Johanniterbesitzungen schützten, ist unbekannt. Bestandteil des Johannitergutes war auch eine 1503 erwähnte Kapelle. 1487 übergab Graf Gerd von Oldenburg das Haus „tho Hane“ als Lehen auf Lebenszeit an den Johanniterpriester Siebert Schmedes. 1503 überließ der zuständige Komtur den Hof Graf Johann V. von Oldenburg im Tausch gegen den Verzicht auf Abgaben auf die Kommende Bredehorn. Später wurde er ein gräfliches Vorwerk, das 1667 an Graf Anton I. von Aldenburg, dem unehelichen Sohn des Grafen Anton Günther, kam. | 28955755 | BW             |
| 53° 12′ 10″ N, 8° 16′ 4″ O  | Rastede 27, Großsteingrab  | Rest einer kleinen Steinkammer der Trichterbecherkultur in Richtung NW-SO. Die Kammer ist eingezäunt. 1969 besaß die Nord-Seite besitzt noch 2 Träger, die südl. Langseite einen, ebenfalls war der Träger der östl. Schmalseite vorhanden. Diese Steine standen alle in situ, dazu der westl. Gangträger auf der südl. Langseite. Nach der vorhandenen Grube zu urteilen, wird die Kammer eine lichte Weite von 4 m zu 1,6 m besessen haben. | 28971229 | Weitere Bilder |
| 53° 13′ 36″ N, 8° 15′ 8″ O  | Rastede 91, Graft Gut Loy  | im Westen noch vollständig, im Süden und Osten nur noch teilweise erhalten. Sie umgab eine langrechteckige Fläche von 142 × 102 m. Westliche und südliche Graft ist noch 4 m breit und 1,2 m tief. Ihr sind auf der Außenseite ein im Süden stark planierter Wall von 3,4 m Breite und 0,2 m Höhe vorgelagert. Auf der Ostseite mit 7 m deutlich breiter, aber unter 1 m tief. Auch ihr ist ein stark verschliffener Wall vorgelagert. | 37302884 | BW             |
| 53° 13′ 47″ N, 8° 14′ 31″ O | Rastede 94, Grabhügel      | Durchmesser ca. 16 m und Höhe ca. 1 m. Auf der Kuppe ein flaches Kopfloch und weitere Abgrabungen an der Süd- und Südostflanke. | 37303308 | BW             |
| 53° 14′ 35″ N, 8° 16′ 46″ O | Rastede 97, Heidedeich     | Der südliche Abschnitt ist 1195 m lang und endet an einem Knick der Landkreisgrenze nach Süden, wo der Deich unter einem Wegedamm verschwindet. Er ist in diesem Abschnitt an der Basis 3,8 bis 9 m breit und 0,3 bis 1,3 m hoch. Der Heidedeich ist die südliche Fortsetzung des Salzendeichs. Der Damm ist auf der Preußischen Landesvermessung verzeichnet aber nicht auf der Oldenburgischen Vogteikarte. Da der Salzendeich 1505 erbaut wurde, ist für den Heidedeich dieselbe Datierung anzunehmen. - Teilstück ID: 49304753 - Teilstück ID: 49304769 - Teilstück ID: 49304864 | 37303598 | BW             |
| 53° 16′ 32″ N, 8° 9′ 21″ O  | Rastede 101, Grabhügel     | Durchmesser ca. 18 m und Höhe ca. 1 m. An der Westseite eine wohl sekundäre Abstufung. | 37359769 | BW             |
| 53° 16′ 26″ N, 8° 7′ 57″ O  | Rastede 102, Grabhügel     | Durchmesser ca. 13 m und Höhe ca. 1 m. Westliches Drittel abgegraben für die Straße „Am Teich“. Auf der Kuppe eine Mulde, möglicherweise verschüttetes Kopfloch. Quer über den Hügel verläuft ein Zaun, dessen Pfosten in den Hügel eingegraben bzw. gerammt wurden. | 37359709 | BW             |
| 53° 14′ 8″ N, 8° 12′ 16″ O  | Rastede 118, Vorwerk       | Das Vorwerk stand auf einem 120 × 120 m messenden Areal, das nach Norden und Osten von einer Graft und nach Westen von einem Graben begrenzt wurde, die sich erhalten haben. Der Zugang erfolgte über eine ehemals 160 m lange Allee mit Seitengräben, von der sich die nördlichen 100 m erhalten haben. Auf dem Areal sind Gräben vorhanden, die die Nordwest- und die Nordostecke teilweise vom übrigen Gelände abtrennen. Laut der Oldenburger Vogteikarte standen die abgebrochenen Gebäude um einen freien Innenhof herum und ließen lediglich die Westseite frei. Die Graften sind über 10 m breit und 1 m tief. Erdbrücken queren sie mittig. Teilweise sind sie geflutet, teilweise liegen sie trocken. Beim Reinigen einer Graft im südl. Bereich des Schlossparks 2008 wurde durch die Freunde des Schlossparkes Rastede ein Fragment einer Sandsteinplastik gefunden. Das Vorwerk war zuerst im Besitz des Klosters Rastede, nach der Reformation kam es ans Oldenburger Grafenhaus, dann an den Kaufmann Lambert, der es 1787 wieder an die Grafenfamilie verkaufte. | 37309158 | BW             |
| 53° 13′ 8″ N, 8° 14′ 11″ O  | Rastede 135, Grabhügel     | Stark überformt. | 37327298 | BW             |
| 53° 13′ 8″ N, 8° 14′ 10″ O  | Rastede 136, Grabhügel     | Durchmesser ca. 7 m und Höhe ca. 0,3 m. Kuppe abgegraben und erhebt sich kaum mehr über die Umgebung. | 37327286 | BW             |
| 53° 13′ 8″ N, 8° 14′ 9″ O   | Rastede 137, Grabhügel     | Durchmesser ca. 8 m und Höhe ca. 0,3 m. Einige Abgrabungen. | 37327265 | BW             |
| 53° 15′ 18″ N, 8° 16′ 42″ O | Rastede 181, Salzendeich   | Länge in der Gmkg. Rastede ca. 160 m, erhalten ist ein Teilstück von ca. 120 m. Im Gelände nur sehr schwer zu erkennen. An der Basis 6,1 m breit und 0,3 m hoch erhalten. Verlängerung nach Süden ist der Heidedeich. Wurde laut historischer Überlieferung im Jahre 1505 angelegt, um das vorher unter Herrschaft des Grafen Johann V. von Oldenburg besiedelte Großenmeer nach der Abdämmung des Lienedurchbruchs im Osten nun auch gegen den Jadebusen im Nordwesten zu schützen. Nach Überflutungen in den Jahren 1658 und 1686 musste der „solten Diek“ wiederholt erhöht werden. - Teilstück ID: 49305748 | 40826194 | BW             |
| 53° 14′ 19″ N, 8° 14′ 18″ O | Rastede 205, Ziegelofen    | Von einem auf alten Karten verzeichneten Ziegeleigebäude unbekannten Zwecks hat sich ein ca. 16 m langer und 9,5 m breiter und bis zu 0,4 m hoher Schutthaufen aus Backsteinen erhalten, bei dem es sich um Gebäudeversturz handelt, unter dem sich die Fundamente des Gebäudes verbergen. Südlich, westlich und nördlich schließen sich ausgedehnte Tongruben an. Ein moderner Waldweg führt quer über den Versturzhaufen. Die Ziegelei ist sowohl auf der Oldenburgischen Vogteikarte (ca. 1790), als auch auf der Preußischen Landesvermessung (ca. 1775) verzeichnet. Bis Mitte des 20. Jh. wurde das Gebäude abgebrochen. | 49158863 | BW             |
| 53° 14′ 16″ N, 8° 12′ 28″ O | Rastede 206, Umwallung     | Die schlecht erhaltene Wallanlage besteht aus zwei Teilen. Der östliche, fast quadratische Bereich wird von einem 7 m breiten und 0,4 m hohen Wall gebildet, der eine Kantenlänge von maximal 38 × 34 m hat. Umgeben wird er von einem 3 m breiten und nur ca. 0,1 m tiefen Graben. Zugang unmittelbar östlich der Südecke. Westlich anschließend der zweite Bereich, dessen dreiseitiger Wallgraben kaum mehr erkennbar ist. Der Graben ist 1,90 m breit und 0,1 m tief, der Wall ist 3 m breit und 0, 2 m hoch. Dieser Bereich ist rechteckig und misst 34 × 43 m. An mehreren Stellen durch Fahrspuren von Forstfahrzeugen beschädigt. | 49123117 | BW             |
| 53° 13′ 41″ N, 8° 14′ 29″ O | Rastede 207, Grabhügel     | Durchmesser ca. 15 m und Höhe ca. 1 m. Auf der Kuppe mehrere Baumwürfe. Im Westen beschädigt durch Fahrspuren forstwirtschaftlicher Fahrzeuge. | 49124900 | BW             |
| 53° 14′ 52″ N, 8° 12′ 38″ O | Rastede 213, Mühlenteich   | Das Mühlengebäude ist erhalten, genauso der Mühlendamm, über den heute die Straße „Im kühlen Grunde“ führt. Unter der Straße ist noch das Backsteinwehr mit Teilen des Wasserbaus erhalten. Die Hankhauser Bäke (mittelniederdeutsches Wort für Bach) kam von Südsüdwest, wo heute das Schwimmbad ist. Von einem Stauteich in diesem Bereich ist nichts bekannt. Die Fallhöhe des Wasser betrug maximal 3,8 m, es war aber sicher weniger. Nördlich des Dammes ist der ausgeprägte Mühlenkolk noch vollständig erhalten. Als Klostermühle in unmittelbarer Nachbarschaft des Klosters Rastede könnte die Mühle schon zur Gründungsausstattung des 1091 geweihten Benediktinerklosters gehört haben. 1280 wird erstmals eine Klostermühle erwähnt. 1782 geht sie an den Herzog von Oldenburg. Anfang des 19. Jh. wurde die Mühle umgebaut. | 49456920 | BW             |
| 53° 18′ 0″ N, 8° 10′ 10″ O  | Rastede 214, Mühlenteich   | Erstreckt sich über 48 × 85 m und ist bis zu 2 m tief. Er wurde von einem von Norden kommenden, heute trockengelegten Mühlenkanal gespeist. Am Nordende ein kreisrunder, von einem seichten Graben umgebener Hügel, der als Parkarchitektur des 19. Jh. anzusehen ist. | 49464917 | BW             |

### Rastede 1
- ID:28956608
- Rest eines kleinen Grabhügelfeldes mit ehemals mindestens 3 Grabhügeln.

| Lage                        | Bezeichnung | Beschreibung | ID       | Bild |
| --------------------------- | ----------- | --- | -------- | ---- |
| 53° 12′ 25″ N, 8° 13′ 9″ O  | Rastede 1   | Durchmesser ca. 19 m und Höhe ca. 1 m. Oberfläche gemuldet durch verschiedene Abgrabungen. | 28955743 | BW   |
| 53° 12′ 25″ N, 8° 13′ 11″ O | Rastede 2   | Durchmesser ca. 17 m und Höhe ca. 1 m. Von Nordost nach Nordwest von einem Grenzwall überschnitten. Nördlichste Bereich abgegraben.                                                                      | 28956607 | BW   |
| 53° 12′ 25″ N, 8° 13′ 10″ O | Rastede 3   | Durchmesser ca. 11 m und Höhe ca. 0,8 m. Am Westrand läuft der Grenzwall entlang. Besterhaltener Bereich liegt gleich östlich des Grenzwalls. Diese Bereiche wurden sekundär abgegraben bzw. abgepflügt. | 28955744 | BW   |